# Damazy Macoch
Damazy Macoch (ur. 1874 w Lipiu, zm. 6 września 1916 w Piotrkowie) – polski zakonnik z zakonu paulinów, przestępca kryminalny, morderca.

## Życiorys
Urodził się jako Kacper Macoch w rodzinie chłopskiej, w zaborze rosyjskim. Po ukończeniu szkoły elementarnej dzięki protekcji dalszego krewnego, który był wójtem, został pisarzem gminnym. W następnym okresie życia uczył się w niższym seminarium duchownym. Z powodu kłopotów w nauce zrezygnował ze studiów i wstąpił do nowicjatu oo. paulinów przy klasztorze jasnogórskim.
W 1906, po zaledwie czterech miesiącach nowicjatu, został pełnoprawnym zakonnikiem, przyjmując imię Damazy. Tak szybki awans wzbudza podejrzenia, iż prawdopodobnie był agentem carskiej ochrany. W tym czasie rosyjskie przepisy częściowo naruszały autonomię paulinów (m.in. aby zostać zakonnikiem, należało uzyskać zgodę gubernatora i ministerstwa spraw wewnętrznych). Przeorem zakonu był wówczas o. Reyman, szanowany paulin, ale człowiek łagodny, zabiegający (w interesie zakonu) o względy władz carskich.
Macoch podczas spowiedzi poznał Helenę Krzyżanowską, urzędniczkę łódzkiego telegrafu, która została jego kochanką. Ażeby ukryć swój związek z nią, o. Damazy namówił kuzyna, Wacława Macocha do fikcyjnego ślubu z Krzyżanowską, opłacając nawet wesele w Hotelu Europejskim w Warszawie (kwotą 1400 rubli). Swoją metresę obdarowywał drogą biżuterią, opłacał mieszkanie oraz podróże do Włoch.

## Zabójstwo

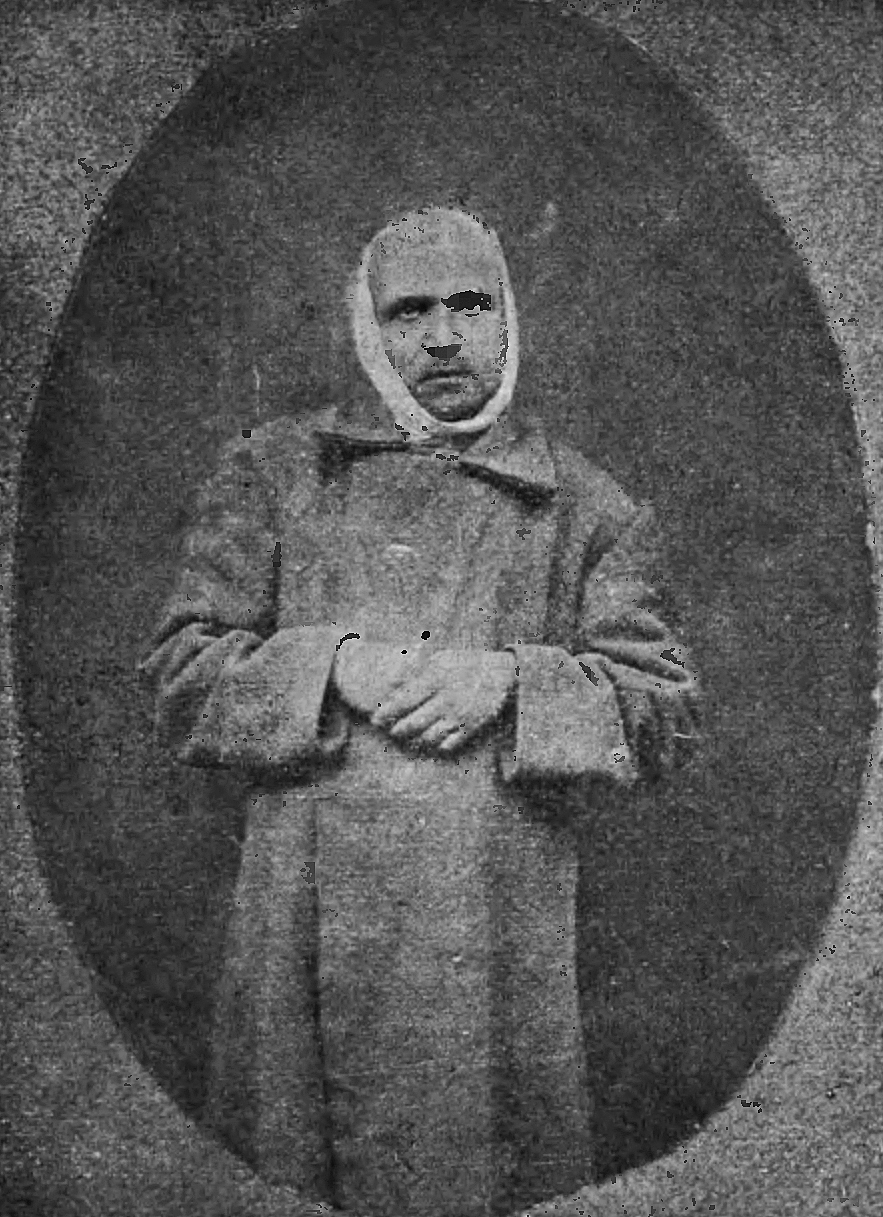
Damazy Macoch w więzieniu w 1916

22 lipca 1910 Damazy zabił w bliżej nieznanych okolicznościach Wacława Macocha. Do morderstwa doszło w klasztornej celi zakonnika; zwłoki zabitego siekierą, ukryte w sofie, wywiózł dorożką i wrzucił do kanału przy Warcie w okolicach wsi Zawada.
26 lipca 1910 niedaleko Częstochowy, w rowie został znaleziony pakunek, w którym znajdowały się ludzkie zwłoki. Rozpoczęte po odkryciu ciała śledztwo doprowadziło do aresztowania Macocha przez komisarza Jasieńskiego na dworcu w Krakowie, dokąd udał się ostrzeżony tajemniczym telegramem, nielegalnie przekraczając granicę z Wielkim Księstwem Krakowskim (zob. granica Austro-Węgier z Rosją). Następnie został wydany policji carskiej. W śledztwie Macoch przyznał się do okradania klasztoru jasnogórskiego, w tym do kradzieży i profanacji dokonanej na Jasnej Górze 23 października 1909 (skradziono wówczas z obrazu Matki Boskiej złote korony wysadzane drogimi kamieniami i suknię z pereł; nigdy ich nie odnaleziono, a zuchwała kradzież poruszyła wszystkich Polaków). Macoch i dwaj jego zakonni wspólnicy (Olesiński i Starczewski) okradali także systematycznie klasztorny skarbiec.
Rozpoczęty przed sądem w Piotrkowie w lutym 1912 proces elektryzował ówczesną opinię publiczną nie tylko w Królestwie Polskim. Prasa pruska i rosyjska wykorzystywała sprawę Macocha do ataków na duchowieństwo i polski Kościół katolicki. Na ławie oskarżonych posadzono obok Damazego Macocha (38 lat) paulinów Bazylego Olesińskiego (45) i Izydora Starczewskiego (40), Helenę Macochową (27), Wincentego Piankę (27) – dorożkarza, który przewiózł ukryte w sofie zwłoki, Józefa Pertkiewicza, któremu zarzucano dorabianie kluczy do pomieszczeń klasztornych oraz Lucjana Cyganowskiego za fałszowanie dokumentów.
O. Damazego bronił mecenas Dobrosław Kleyna. Podczas śledztwa i procesu Macoch wielokrotnie zmieniał zeznania. W marcu 1912 Sąd Okręgowy w Piotrkowie ogłosił wyrok:
Damazy Macoch – pozbawienie wszystkich praw stanu i dwanaście lat ciężkiego więzienia; Izydor Starczewski – pozbawienie wszystkich praw stanu i pięć lat więzienia; Bazyli Olesiński – pozbawienie wszystkich praw stanu i dwa i pół roku więzienia; Helena Macochowa – pozbawienie wszystkich praw i dwa lata więzienia; Pertkiewicz – rok więzienia; Wincenty Pianka – cztery miesiące aresztu; Lucjan Cyganowski – siedem dni aresztu policyjnego. Wszystkim zaliczono w poczet kary areszt śledczy.
Rosyjskie gazety komentując wyrok pisały o strachu przed ujawnieniem jakichś ważnych i kompromitujących faktów i skrywaniu tajemnicy pod płaszczykiem pospolitego zabójstwa. W sprawie całkowicie pominięto wątek polityczny, z aktu oskarżenia zniknęło 14 stron, a pytania adwokatów do ojca Piusa Przeździeckiego i komisarza Jasieńskiego z Krakowa o powiązania Macocha z Rybakiem – agentem i prowokatorem carskiej ochrany, sędzia Wołkow natychmiast oddalał.
Damazy Macoch zmarł w 1916 w więzieniu w Piotrkowie. Umarł wskutek gruźlicy płuc i silnej skrofulozy ogólnej, która zaatakowała ze szczególną siłą szyję i gardło.
Krótko przed śmiercią miał prosić, ażeby pochowano go na drodze cmentarnej, tak aby jego grób deptali przechodnie. Życzenie to nie zostało spełnione – został pochowany 7 września 1916 na piotrkowskim cmentarzu obok kwater żołnierskich; na jego grobie widnieje napis:
Śp. ksiądz Damazy Macoch wielki grzesznik i wielki pokutnik prosi o modlitwę.